# كأس الاتحاد الإنجليزي 1980–81
كأس الاتحاد الإنجليزي 1980–81 (بالإنجليزية: 1980–81 FA Cup)‏ هو الموسم 100 من  كأس الاتحاد الإنجليزي. الذي يشرف على تنظيمه الاتحاد الإنجليزي لكرة القدم، وفاز فيه توتنهام هوتسبير.